# Gérard Parizeau
Pour les articles homonymes, voir Parizeau.
Gérard Parizeau, né le 16 décembre 1899 à Montréal et mort le 26 janvier 1994, est un historien, enseignant et assureur québécois.

## Biographie
Gérard Parizeau est fils de Télesphore Parizeau (doyen de 1934 à 1938 de la Faculté de médecine de l'Université de Montréal et chevalier de la Légion d'honneur) et de Léa Bisaillon, et petit-fils de Damase Dalpé dit Parizeau, député de Montréal no 3, de 1892 à 1897. Diplômé de l'école des Hautes études commerciales (H.E.C) en 1920, il devient ensuite secrétaire particulier de Sir Lomer Gouin puis d'Édouard Montpetit.
En 1925, Gérard Parizeau commence à travailler pour Irish & Maulson, grande firme de courtage d'assurances de l'époque. En 1928, il commence à enseigner aux HEC. Il y enseigne notamment l'histoire du commerce et l'histoire économique du Canada.
Après avoir réussi à traverser la misère de la Grande Dépression, le 1er janvier 1939, Gérard Parizeau quitte la firme Irish & Maulson pour fonder sa propre compagnie d'assurances. En 1950, il s'associe à d'anciens rivaux du milieu francophone de l'assurance et met sur pied le bureau Dupuis, Parizeau, Tremblay. Enfin, le 1er mars 1955, il rompt cette association pour créer, avec ses fils Michel et Robert ainsi que cinq autres personnes, la Société Gérard Parizeau Inc.
Membre de la corporation de l'école des H.E.C., de la commission d'administration de l'Université de Montréal et de plusieurs autres comités, il est l'auteur de nombreux ouvrages et articles. Il meurt le 26 janvier 1994 à l'âge de 94 ans, quelques mois à peine avant l'accession de son fils Jacques Parizeau, au poste de premier ministre du Québec.
Le fonds d'archives de Gérard Parizeau est conservé au centre d'archives de Montréal de Bibliothèque et Archives nationales du Québec.
Le fond Gérard-Parizeau, hébergé à H.E.C Montréal, accorde chaque année le prix Gérard-Parizeau à une sommité dans les domaines de l'histoire, de l'économie et de la gestion.

## Honneurs
- 1957 - Membre de la Société royale du Canada
- 1991 - Grand officier de l'Ordre national du Québec
- Membre de l'Ordre du Canada
- Chevalier de la Légion d'honneur
- Doctorat honoris causa des universités York, Laval et de Montréal.